# European Women's Hockey League
L'European Women's Hockey League, fino al 2016 denominata Elite Women's Hockey League, (EWHL) è l'unica competizione internazionale di hockey su ghiaccio femminile per club.

## Storia
La competizion nacque, sul modello della Alpenliga maschile (e non di rado viene ancora chiamata Alpenliga al femminile, in particolare in Italia) nel 2004, e coinvolgeva squadre provenienti dall'Italia, dall'Austria, dall'Ungheria e dalla Slovenia. Nelle stagioni successive si aggiunsero altre nazioni: nel 2005 la Slovacchia, nel 2006 la Croazia, nel 2007 la Repubblica Ceca, nel 2008 la Germania (ma ne uscirono l'Ungheria e l'Italia), configurandosi così come un campionato mitteleuropeo.
Nel 2009-2010, tornò una squadra italiana, ma ne uscirono croate e ceche. Si ridusse anche il numero dei partecipanti (da 9 a 6), e la formula cambiò: al classico girone di andata e ritorno si decise di far seguire un ulteriore girone di sola andata. Dopo una stagione, di nuovo uscirono le italiane, sostituite dalle olandesi; le partecipanti salirono ad otto.
Accanto alla EWHL, nacque dalla stagione 2011-2012 la EWHL Super Cup, per consentire alle migliori squadre della EWHL di confrontarsi con le migliori squadre svizzere e tedesche, che di conseguenza uscirono dalla EWHL. Dal torneo uscirono anche le squadre slovene, ma entrarono (per due sole stagioni) le bielorusse HK Pantera Minsk.
Il 2012 ha visto il rientro di italiane e ungheresi, ma l'uscita delle slovacche.
Nel 2013-2014 ha vinto per la prima volta una squadra italiana, ed ha fatto ritorno una squadra slovacca. Dalla stagione successiva è stata iscritta una squadra kazaka, che gioca tutti i suoi incontri in trasferta.
Dopo due anni di dominio del Vienna, nella stagione 2016/17, la squadra rappresentante l'Italia, le Eagles Bolzano, sono nuovamente riuscite a vincere la coppa perdendo solo due delle complessive 20 partite. Nella stagione 2017-2018 ha partecipato per la prima volta una squadra danese.
A partire dal 2019, a seguito del mancato accordo con l'ideatore e manager della lega, Martin Kogler, l'organizzazione del torneo è passata dalla Federazione di hockey su ghiaccio dell'Austria a quella dell'Ungheria, e per la prima volta si è iscritta una squadra polacca.

## Albo d'oro
| Stagione | 1º posto             | 2º posto               | 3º posto            |
| -------- | -------------------- | ---------------------- | ------------------- |
| 2004-05  | EHV Sabres Wien      | HK Terme Maribor       | HC Agordo           |
| 2005-06  | HC Slovan Bratislava | HK Terme Maribor       | HC Eagles Bolzano   |
| 2006-07  | HC Slovan Bratislava | HC The Ravens Salzburg | HK Terme Maribor    |
| 2007-08  | HC Slavia Praga      | HC The Ravens Salzburg | EHV Sabres Wien     |
| 2008-09  | HC Slavia Praga      | OSC Berlino            | ESC Planegg         |
| 2009-10  | ESC Planegg          | HC The Ravens Salzburg | EHV Sabres Wien     |
| 2010-11  | EHV Sabres Wien      | HC Slovan Bratislava   | ESC Planegg         |
| 2011-12  | EHV Sabres Wien      | HC Slovan Bratislava   | HK Pantera Minsk    |
| 2012-13  | HK Pantera Minsk     | EHV Sabres Wien        | DEC Salzburg Eagles |
| 2013-14  | EV Bozen Eagles      | Neuberg Highlanders    | EHV Sabres Wien     |
| 2014-15  | EHV Sabres Wien      | EV Bozen Eagles        | DEC Salzburg Eagles |
| 2015-16  | EHV Sabres Wien      | DEC Salzburg Eagles    | Aisulu Almaty       |
| 2016-17  | EV Bozen Eagles      | DEC Salzburg Eagles    | SKP Bratislava      |
| 2017-18  | EHV Sabres Wien      | EV Bozen Eagles        | KMH Budapest        |
| 2018-19  | KMH Budapest         | EHV Sabres Wien        | EV Bozen Eagles     |
| 2019-20  | KMH Budapest         | MAC Budapest           | Aisulu Almaty       |
| 2020-21  | KMH Budapest         | EHV Sabres Wien        | SKP Bratislava      |
| 2021-22  | KMH Budapest         | Aisulu Almaty          | EHV Sabres Wien     |
| 2022-23  | Hokiklub Budapest    | MAC Budapest           | SKP Bratislava      |
| 2023-24  | SKP Bratislava       | Hokiklub Budapest      | MAC Budapest        |
| 2024-25  |                      |                        |                     |

### Podii per squadra
| Squadra                                      | 1º posto | 2º posto | 3º posto |
| -------------------------------------------- | -------- | -------- | -------- |
| EHV Sabres Wien                              | 6        | 3        | 4        |
| KMH Budapest/Hokiklub Budapest               | 5        | 1        | 1        |
| EV Bozen Eagles                              | 2        | 2        | 1        |
| HC Slovan Bratislava                         | 2        | 2        | 0        |
| HC Slavia Praga                              | 2        | 0        | 0        |
| ESC Planegg                                  | 1        | 0        | 2        |
| HK Pantera Minsk                             | 1        | 0        | 1        |
| HC SKP Bratislava                            | 1        | 0        | 0        |
| DEC Salzburg Eagles / HC The Ravens Salzburg | 0        | 5        | 2        |
| HK Terme Maribor                             | 0        | 2        | 1        |
| MAC Budapest                                 | 0        | 2        | 1        |
| Aisulu Almaty                                | 0        | 1        | 2        |
| OSC Berlino                                  | 0        | 1        | 0        |
| Neuberg Highlanders                          | 0        | 1        | 0        |
| SKP Bratislava                               | 0        | 0        | 3        |
| HC Agordo                                    | 0        | 0        | 1        |
| HC Eagles Bolzano                            | 0        | 0        | 1        |

### Podii per nazione
| Squadra     | 1º posto | 2º posto | 3º posto |
| ----------- | -------- | -------- | -------- |
| Austria     | 6        | 9        | 6        |
| Ungheria    | 5        | 3        | 2        |
| Slovacchia  | 3        | 2        | 3        |
| Italia      | 2        | 2        | 3        |
| Rep. Ceca   | 2        | 0        | 0        |
| Germania    | 1        | 1        | 2        |
| Bielorussia | 1        | 0        | 1        |
| Slovenia    | 0        | 2        | 1        |
| Kazakistan  | 0        | 1        | 2        |